# Róża Thun
Pour les articles homonymes, voir Thun (homonymie).

Couronne de comtesse du Saint-Empire

Róża Maria Thun, née Woźniakowska (en allemand : Róża Gräfin von Thun und Hohenstein) le 13 avril 1954 à Cracovie, est une militante polonaise pour la construction européenne, de 2009 à 2024 députée européenne inscrite successivement aux groupes du Parti populaire européen puis Renew Europe.

## Biographie
Róża Maria Woźniakowska, fille de Maria Plater Zyberk et Jacek Woźniakowski, fait des études d'anglais à l'université Jagellonne de Cracovie (1979), pendant lesquelles elle est porte-parole du comité des étudiants de Solidarność (SKS) et collaboratrice du Comité de défense des ouvriers (KOR) (1977-1980).
De 1981 à 1991, elle est établie en Allemagne, à Francfort, avec son mari, Franz Graf von Thun und Hohenstein, apparenté à son homonyme chef du gouvernement autrichien à la fin du XIXe siècle Franz von Thun und Hohenstein.
Après le changement de régime, elle revient en Pologne et devient directrice générale puis présidente de la fondation polonaise Robert-Schuman (pl) (1992-2005). Militante associative, elle organise pendant la campagne en vue du référendum sur l'adhésion de la Pologne à l'Union européenne en 2004 de nombreuses manifestations et de nombreux débats publics en faveur de l'adhésion. Elle siège au conseil municipal de la ville de Varsovie de 1998 à 2000.
De 2005 à 2009, elle dirige la représentation de la Commission européenne en Pologne.
Elle est membre du Parlement européen depuis 2009. Au cours de la 7e et de la 8e législature, elle siège au sein du Parti populaire européen.
Elle est élue le 26 novembre 2011 vice-présidente internationale du Mouvement européen.
Jusqu'alors membre de la Plate-forme civique, elle quitte ce parti en mai 2021, avant de rejoindre le parti Pologne 2050 de Szymon Hołownia. Le 10 novembre 2021, elle rejoint, pour le compte de son parti, le groupe Renew Europe au Parlement européen.

## Distinctions honorifiques[réf.nécessaire]
Elle a reçu de nombreuses décorations :
- Officier de l'ordre Polonia Restituta
- Officière de l'ordre national du Mérite
- Officière de l'ordre de la Couronne
- Chevalier de l'ordre du Mérite de la République italienne‎
- Chevalière de la Légion d'honneur

La comtesse a reçu aussi le prix de la Fondation européenne Robert-Schuman.
Elle a été lauréate le 30 novembre 2011 d'un prix MEP Awards 2011 qui récompense les députés européens qui se sont illustrés dans un domaine d’action particulier durant l’année écoulée dans la catégorie Marché intérieur et protection des consommateurs,.